# Crocosmia fucata
Crocosmia fucata är en irisväxtart som först beskrevs av John Lindley, och fick sitt nu gällande namn av M.P.de Vos. Crocosmia fucata ingår i släktet montbretior, och familjen irisväxter. Inga underarter finns listade i Catalogue of Life.